# Ermita de Sant Josep (la Salzadella)
L'Ermita de Sant Josep de la Salzadella, a la comarca del Baix Maestrat, és un lloc de culte catòlic catalogat, de manera genèrica, Bé de Rellevància Local segons la Disposició Addicional Cinquena de la Llei 5/2007, de 9 de febrer, de la Generalitat, de modificació de la Llei 4/1998, d'11 de juny, del Patrimoni Cultural Valencià (DOCV Núm. 5.449 / 13/02/2007); amb el codi: 12.03.098-003.
La hi localitza en el conegut com a Paratge Bolavar, en la part més elevada de la serra del seu nom, a 635 m d'altitud i pràcticament sobre la ratlla divisòria amb el terme de Santa Magdalena de Polpis.

## Història
Se sap, per documentació existent, de l'existència d'aquest lloc de culte des del segle xiv. Primerament l'ermita estava dedicada a Sant Cristòfol, però en 1670 es va canviar la seva advocació a la de Sant Josep, possiblement per la presència de franciscans a la zona, els quals promovien devoció al patriarca.
Va sofrir greus desperfectes durant la guerra civil, perdent-se pràcticament totes les peces de valor, excepte la imatge del sant, que encara avui és l'original gràcies a haver estat protegida dins d'una cova durant la guerra. Per això, pesi haver estat restaurada en 1921, va haver de tornar-se a intervenir a l'edifici. Actualment es conserva en un perfecte estat, ja que es realitza el seu oportú manteniment i existeix una continuïtat en el culte.

## Descripció
És un petit i senzill edifici (de planta rectangular de 8 m de profunditat per 5 m d'amplària) de parets, de fàbrica de maçoneria, emblanquinades, cantonades reforçades amb carreus i coberta exterior a dues aigües. La seva construcció es va dur a terme en una zona que s'anivella posant els fonaments-se en les roques del cim. En el lateral esquerre, formant angle recte amb la façana, s'eleva una dependència que permet protegir-se de les inclemències del temps.
Mentrestant, en el costat dret es pot accedir a la part posterior del temple, utilitzant una escala llaurada en la roca. L'accés es fa per una porta de forja i cristall, que se situa al final d'unes graderies i s'emmarca en un arc de mig punt, amb dovelles irregulars i sobre elles una espitllera. La façana es remata en capcer, que s'utilitza, a manera d'espadanya una construcció metàl·lica on s'alberga l'única campana que l'ermita disposa.
Interiorment l'ermita presenta dues crugies, decorades amb sòcol ceràmic en les parets. La coberta interior és en forma de volta de canó.

## Festivitat
La festa se celebra el segon dia de Pasqua de Resurrecció, i consisteix en un romiatge a l'ermita (que porta organitzant-se des de 1738), Missa solemne, cant dels gojos, menjar, música, ball, entre altres actes.